# Rajd AvD Niemiec 1961
Rajd Niemiec AvD/ADAC Baden-Baden 1961 (5. AvD/ADAC Deutschland Rallye (Baden-Baden)) – 5. edycja rajdu samochodowego Rajd Niemiec AvD/ADAC Baden-Baden rozgrywanego w RFN. Rozgrywany był od 27 września do 1 października 1961 roku. Była to dziesiąta runda Rajdowych Mistrzostw Europy w roku 1961.

## Klasyfikacja rajdu
| Miejsce                      | Kierowca                     | Pilot                        | Samochód                      | Czas                         | Strata                       |                              |
| Klasyfikacja generalna i ERC | Klasyfikacja generalna i ERC | Klasyfikacja generalna i ERC | Klasyfikacja generalna i ERC  | Klasyfikacja generalna i ERC | Klasyfikacja generalna i ERC | Klasyfikacja generalna i ERC |
| ---------------------------- | ---------------------------- | ---------------------------- | ----------------------------- | ---------------------------- | ---------------------------- | ---------------------------- |
| 1.                           | Hans-Joachim Walter          | Hans Wencher                 | Porsche 356 Carrera           | 44                           | 0.0                          |                              |
| 2.                           | Eugen Böhringer              | Rauno Aaltonen               | Mercedes-Benz 220 SE          | 1:57                         | +1:13                        |                              |
| 3.                           | Gunnar Andersson             | Walter Karlsson              | Volvo PV 544                  | 2:45                         | +2:01                        |                              |
| 4.                           | Hans Klinken                 | Hermann Socher               | Volkswagen Käfer Typ 122 1200 | 3:13                         | +2:29                        |                              |
| 5.                           | Gerhard Greil                | Georg Kaufmann               | DKW Junior                    | 3:25                         | +2:41                        |                              |
| 6.                           | Peter Ruby                   | Max Moritz                   | DKW Junior                    | 3:27                         | +2:42                        |                              |
| 7.                           | Ernst Pflugbeil              | Karl-Heinz Panowitz          | Porsche 356 Carrera           | 3:30                         | +2:45                        |                              |
| 8.                           | René Trautmann               | Claudine Bouchet             | Citroën ID 19                 | 3:48                         | +3:04                        |                              |
| 9.                           | Lois John                    | Lothar Kohler                | Porsche 356 1500              | 4:09                         | +3:25                        |                              |
| 10.                          | Ewald Pauli                  | Heinz Wolfl                  | Auto Union 1000               | 4:12                         | +3:27                        |                              |